# Source comune

Figura 1: circuito common source con JFET a canale N.

Figura 2: circuito common source con degenerazione di source

In elettronica un amplificatore a source comune o common source è una delle tre tipologie fondamentali di amplificatori a singolo stadio costruita con transistor di tipo FET. Questa configurazione è utilizzata come un amplificatore di tensione o di transconduttanza. Il modo più semplice per capire se l'amplificatore è source comune, drain comune o gate comune è esaminare dove il segnale entra e dove esce. Il restante terminale è detto "comune". In questo caso il segnale entra dal gate ed esce dal drain quindi si tratta di una configurazione common source. La sua controparte BJT è l'amplificatore ad emettitore comune.
Nel caso di un amplificatore di transconduttanza la tensione di ingresso modula la corrente che passa nel carico. Nel caso di un amplificatore di tensione la tensione di input modula la corrente che attraversa il transistor modificando la tensione ai capi del carico. Nelle applicazioni pratiche l'output di solito è collegato ad un voltage follower (drain comune o stadio CD), o ad un current follower (gate comune o stadio CG), per migliorare le prestazioni dell'amplificatore.

## Caratteristiche
A basse frequenze e usando un modello semplificato, si ottengono le seguenti caratteristiche per piccoli segnali attorno al punto di funzionamento.

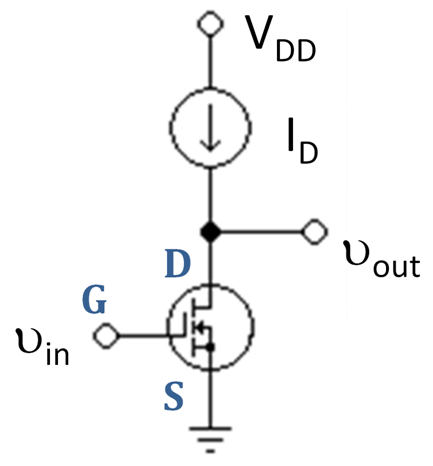
Figura 3: amplificatore a source comune MOSFET con carico attivo

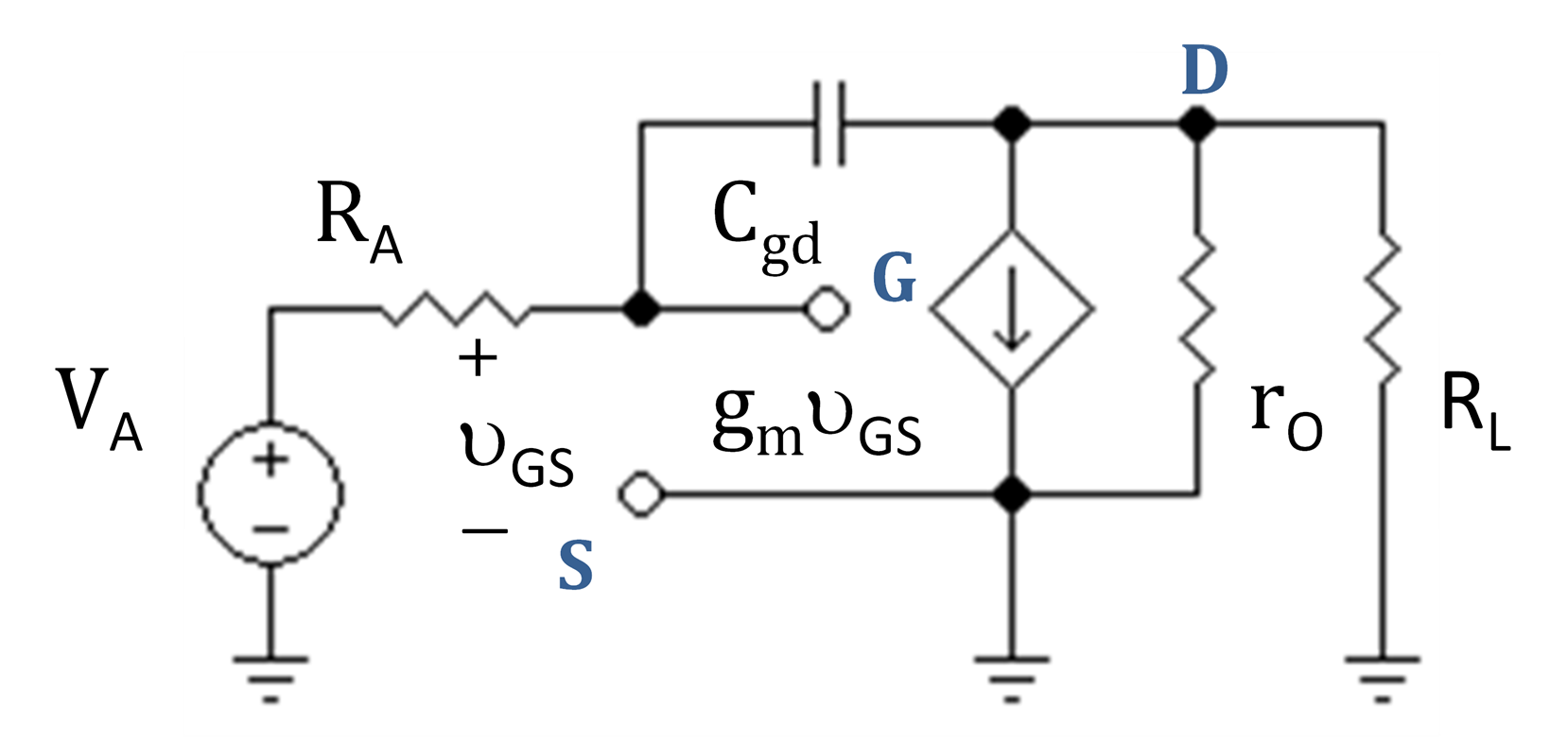
Figura 4: Modello per piccoli segnali

|                      | Definition                                                                        | Expression |
| -------------------- | --------------------------------------------------------------------------------- | --- |
| guadagno in corrente | {\displaystyle A_{\text{i}}\triangleq {\frac {i_{\text{out}}}{i_{\text{in}}}}\,}  | {\displaystyle \infty \,}                                                                                             |
| guadagno in tensione | {\displaystyle A_{\text{v}}\triangleq {\frac {v_{\text{out}}}{v_{\text{in}}}}\,}  | {\displaystyle {\begin{matrix}-{\frac {g_{\mathrm {m} }R_{\text{D}}}{1+g_{\mathrm {m} }R_{\text{S}}}}\end{matrix}}\,} |
| Impedenza d'ingresso | {\displaystyle r_{\text{in}}\triangleq {\frac {v_{\text{in}}}{i_{\text{in}}}}\,}  | {\displaystyle \infty \,}                                                                                             |
| Impedenza d'uscita   | {\displaystyle r_{\text{out}}\triangleq {\frac {v_{\text{out}}}{i_{\text{out}}}}} | {\displaystyle R_{\text{D}}\,}                                                                                        |